# Konrad von Bullion
Konrad Joseph Maria Arthur Gottlieb Graf von Bullion (* 16. Oktober 1893 in Würzburg; † 26. August 1976 in München) aus der Familie Bullion war ein deutscher Generalingenieur.

## Leben
Konrad von Bullion, jüngerer Bruder von Gertraud von Bullion, trat am 8. Juli 1912 in die bayerische Armee ein und wurde am 1. August 1914 mit einem Patent vom 30. Oktober 1912 zum Leutnant befördert. Er nahm innerhalb der Artillerie am Ersten Weltkrieg teil, wurde am 20. August 1914 verwundet und avancierte am 14. Dezember 1917 zum Oberleutnant. Er diente über die Dauer des Krieges u. a. beim 1. Bayerischen Feldartillerie-Regiment. Nach Kriegsende erhielt er noch am 21. März 1920 den Charakter eines Hauptmanns, bevor er aus der vorläufigen Reichswehr ausschied.
Er studierte Ingenieurwissenschaften an der Technischen Universität München und führte den Titel eines Diplom-Ingenieurs. Nach der Machtübernahme der Nationalsozialisten wurde er am 1. Oktober 1933 als Hauptmann in die neu zu gründende Luftwaffe übernommen, wo er zunächst als Referent, Gruppenleiter und als Abteilungsleiter im Reichsluftfahrtministerium wirkte. In der Rüstungs-Inspektion III avancierte er am 1. Oktober 1936 zum Fliegeroberstabs-Ingenieur. In den folgenden Jahren, auch durch den Zweiten Weltkrieg, stieg er die Ränge kontinuierlich auf, so wurde er am 1. Januar 1939 Flieger-Hauptstabs-Ingenieur, am 1. Juli 1940 Oberst-Ingenieur und am 1. August 1942 Flieger-General-Ingenieur. Er geriet bei Kriegsende in alliierte Kriegsgefangenschaft und wurde 1945 entlassen. Er wurde in Kempten (Allgäu) begraben.